# Glasögonbulbyl
Glasögonbulbyl (Rubigula erythropthalmos) är en fågel i familjen bulbyler inom ordningen tättingar.

## Utseende och läte
Glasögonbulbylen är en färglös brun bulbyl, ljusare under än ovan. Den orangefärgade ögonringen runt lysande röda ögat är diagnostiskt, men det är inte alltid lätt att se i fält. Den är mycket lik den något större arten rödögd bulbyl, liksom den rödögda formen av blekgumpad bulbyl. Glasögonbulbylen skiljs bäst genom en kombination av tydligare kontrast mellan grått anstruket huvud och bröst samt rostbruna vingar och övergump. Näbben verkar också mindre och vassare. Färgen på strupen är mellan den tydligt ljusa hos blekgumpad bulbyl och den bruntonade hos rödögd bulbyl. Sången består av en blandning insektslika tjirpande och hårda raspiga ljud. Bland lätena hörs en bubblande serie toner, ibland avslutad av ett fallande jamande.

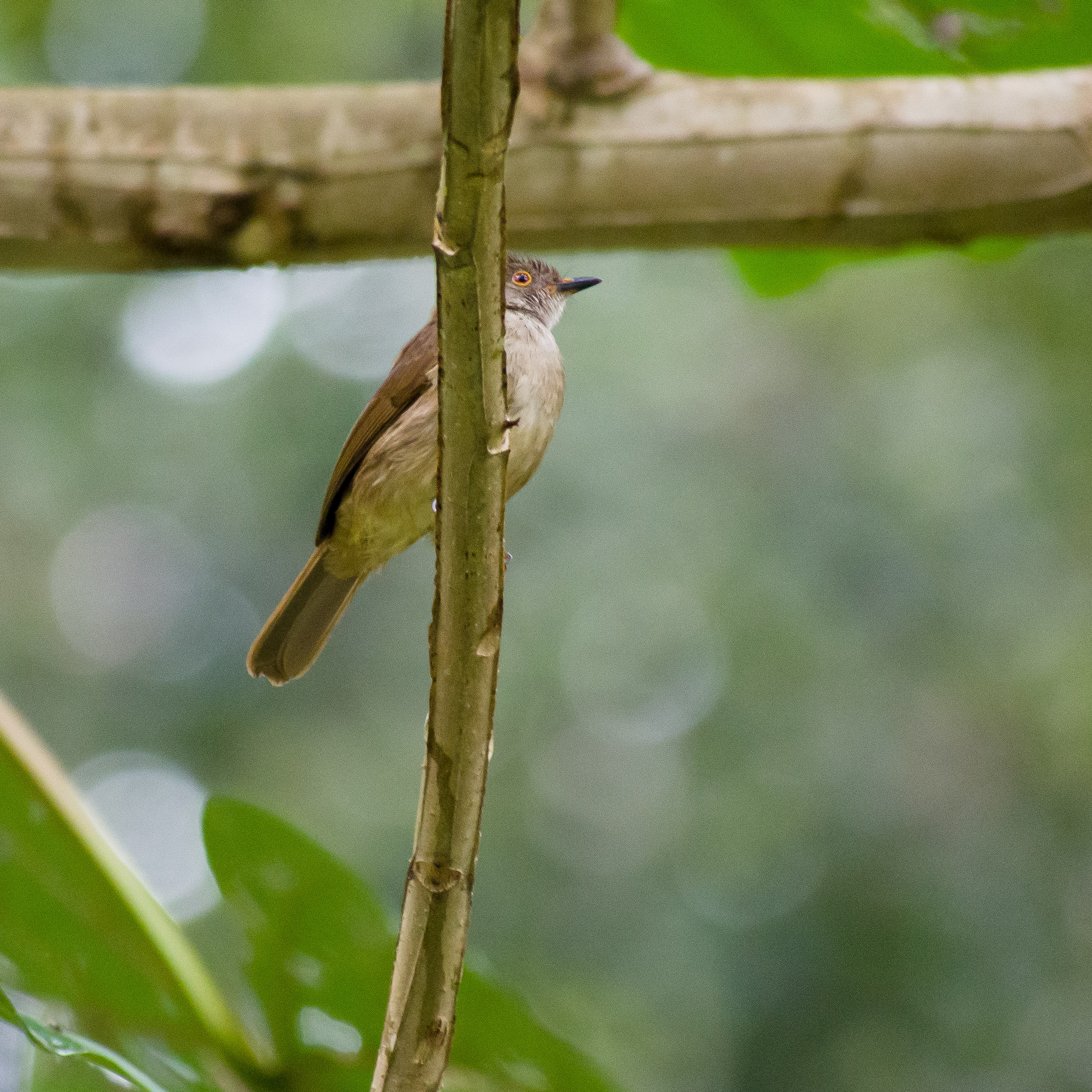

## Utbredning och systematik
Glasögonbulbylen förekommer på Malackahalvön, Sumatra med kringliggande öar samt på Borneo. Den behandlas som monotypisk. Arten placerades tidigare i släktet Pycnonotus. DNA-studier visar att Pycnonotus dock är parafyletiskt visavi Spizixos.

## Levnadssätt
Arten bebor skogstrakter i låglänta områden och lägre bergstrakter. Den ses vanligen i mer uppvuxen skog än både rödögd och blekgumpad bulbyl. Födan består mestadels av frukt, med visst inslag av insekter.

## Status och hot
Arten har ett stort utbredningsområde och en stor population, men tros minska i antal, dock inte tillräckligt kraftigt för att den ska betraktas som hotad. Internationella naturvårdsunionen IUCN listar därför arten som livskraftig (LC).